# Maywood (Illinois)
Maywood é uma aldeia localizada no estado americano de Illinois, no Condado de Cook.

## Demografia
Segundo o censo americano de 2000, a sua população era de 26 987 habitantes. Em 2006, foi estimada uma população de 25 506, um decréscimo de 1 481 (-5,5%).

## Geografia
De acordo com o United States Census Bureau tem uma área de 7,0 km², dos quais 7,0 km² cobertos por terra e 0,0 km² cobertos por água.

## Localidades na vizinhança
O diagrama seguinte representa as localidades num raio de 4 km ao redor de Maywood.